# غوردون بروكس
غوردون بروكس (30 مايو 1938 في أستراليا - 31 يناير 2004) (بالإنجليزية: Gordon Brooks)‏ هو لاعب كريكت أسترالي. لعب مع فريق جنوب أستراليا للكريكت ‏.

## وصلات خارجية
- غوردون بروكس على موقع إي آس بي آن كريك إنفو (الإنجليزية)